# Serpeta
La serpeta (Nerophis ophidion) és una espècie de peix de la família dels singnàtids i de l'ordre dels singnatiformes present des de Noruega fins al Marroc (llevat de l'àrea compresa entre Dinamarca i els Països Baixos), la Mediterrània i la mar Negra.
Els mascles poden assolir 29 cm de longitud total i les femelles 30 cm.
És un peix demersal i de clima temperat que viu entre 2-15 m de fondària. Habita als fons marins sorrencs poc profunds, envaïdes de vegetació herbàcia (com praderies de Posidomia i Zostera), de la qual s'alimenta. És ovovivípar, fresa entre maig i agost, i el mascle transporta els ous en una bossa ventral, que és a sota de la cua.